# Табір Лазло
Табір Лазло (англ. Camp Lazlo) — американський анімаційний телесеріал, створений Джо Мюрреем, який виходив на Cartoon Network в 2005—2008 роках протягом п'яти сезонів і загальною кількістю в 61 серії.

## Персонажі

### Головні персонажі
- Лазло — головний герой, мавпа. Дуже веселий, добрий. Живе разом із Хламом та Раджою.
- Раджа — індійський слон, найкращий друг Лазло, сусід по будиночку Хламу та Лазло. Родом із Індії.
- Хлам — носоріг, другий кращий друг Лазло, сусід по будиночку Раджі та Лазло. Говорить дивно (тільки іноді нормально), може повністю скопіювати голос Едварда.

### Другорядні персонажі
- Алгонквін Сохатий — егоїстичний лось, скаут майстер — начальник табору. Одружений з місіс Доу (Сохата).
- Слимак — помічник Містера Сохатого, раніше був каскадером у таборі і називався «Від-Гвинта», до того як Містер Сохатий не підставив його при виконанні одного з трюків.
- Едвард Качконіс — качконіс, сусід по будиночку Чипа і Скіпа, ненавидить Лазло. Народився в Великобританії о 6:00 вечора.
- Чип і Скіп — брати-близнюки, жуки-гнійники, навколо яких завжди літають мухи.
- Самсон Клогмейер — морська свинка, найпомітніший скаут, на думку колективу, чистюля. Завжди на щось хворий і вживає ліки.
- Дейв і Пінг-Понг — гагари, сусіди по будиночку Самсону.
- Петсі Смайлс — мангуст, закохана в Лазло. Знесе все на своєму шляху, що може завадити їй.
- Міс Маркус - кабаниха. Помічник скаутмайстра, дуже груба.
- Командир Ху-Ха — командир скаутів, батько Петсі, називає її «динька». Ненавидить, якщо вона в когось закохується, або якщо закохуються в неї.
- Шеф-Кухар МакМюслі — Хеймліш-МакМюслі кухар козел. Більшість його їжі знаходиться на ексцентричному меню здорової їжі, майже завжди включаючи тофу та інші веганські інгредієнти. Але скаути терпіти не можуть його куховарство і вважають, що подавати їм подібну їжу це покарання.
- Доктор лікар-Леслі — Дуглас-Леслі, самець рожевої акули, є лікарем табору, який піклується про всі недуги мешканців.
- Міс Доу (Сохата) — кенгуру, скаутмайстер. У неї був закоханий Містер Сохатий. Вийшла заміж за Містера Сохатого.
- Курка Хру-Хру — любителька свинок, мати Дейва, називає його «Давуля».
- Гретхен — агресивний, жорсткий і пафосний алігатор з довгим світлим волоссям, колись була закохана в Едварда.
- Ніна Неккерлі — вчений і акуратний жираф з помаранчевим волоссям і чорними окулярами, товаришує з Петсі і Гретхен.